# 뉴스 티커

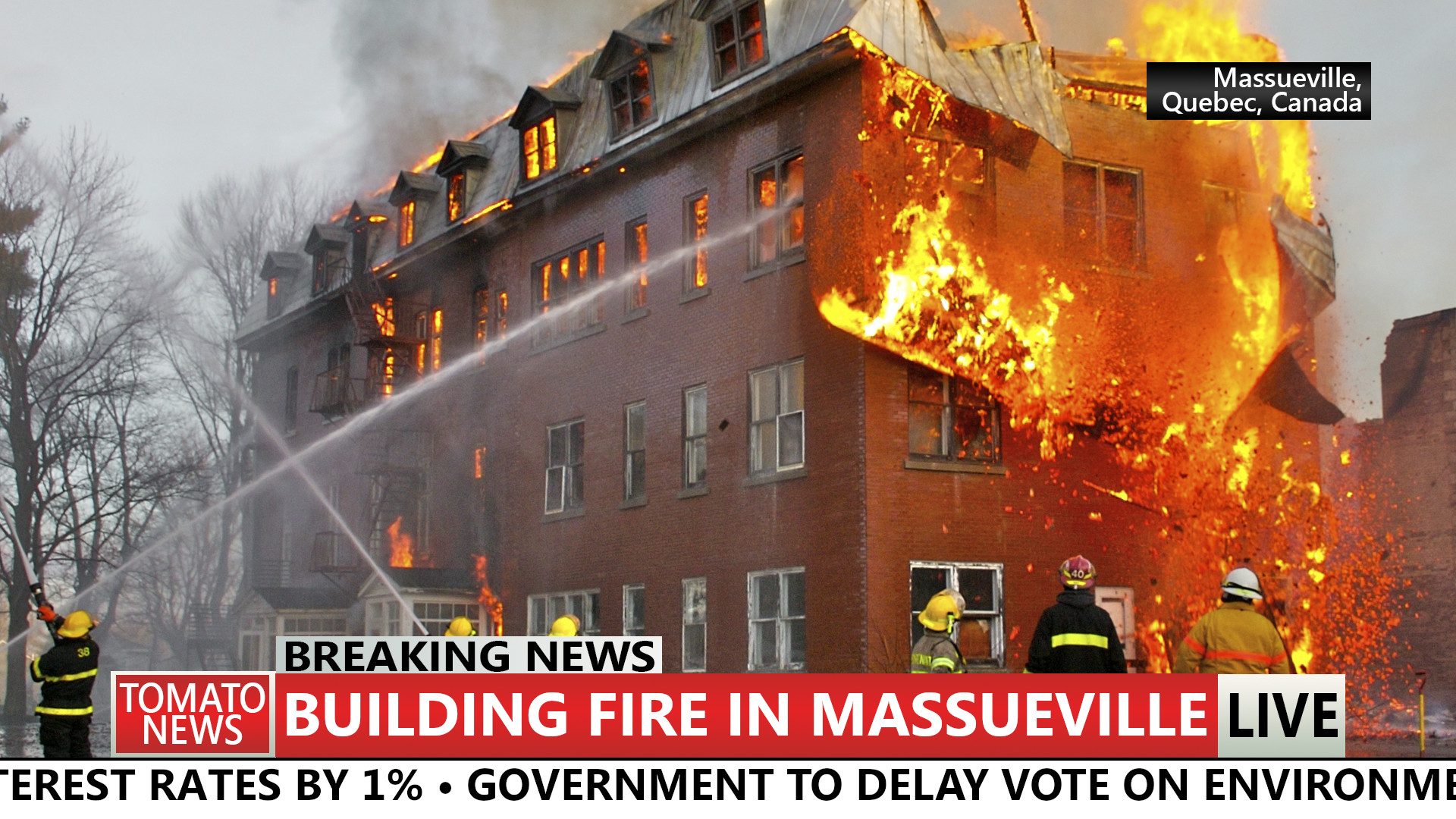
텔레비전 뉴스 티커의 예. 화면의 맨 최하단을 참고할 것.

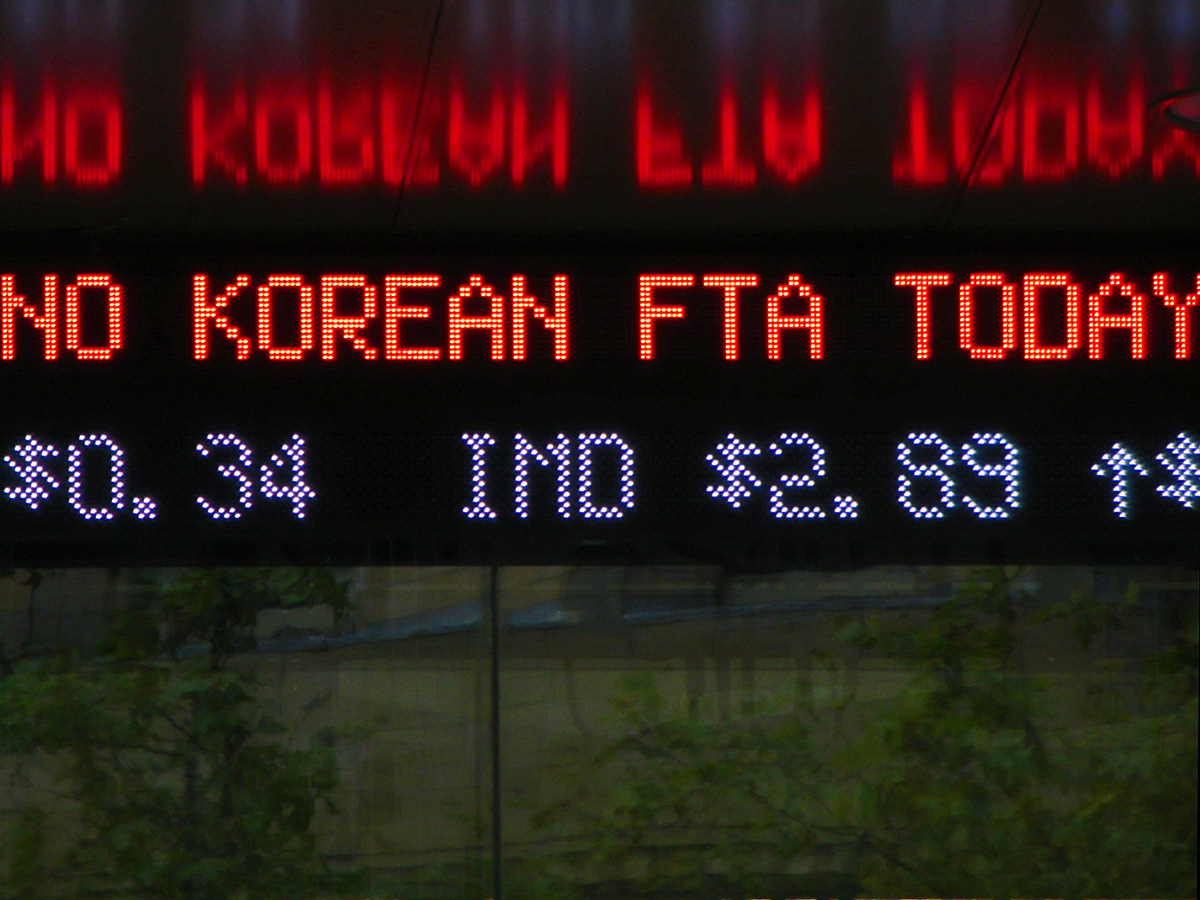
오스트레일리아 시드니의 한 건물에 비친 뉴스 티커

뉴스 티커(news ticker)는 가로 또는 세로(언어의 쓰기 체계에 따라 다름) 텍스트 기반 디스플레이로, 일반적으로 하단 1/3에 있는 그래픽 형태이다. 텔레비전 방송국이나 네트워크의 화면 공간(보통 뉴스 프로그램 중) 또는 헤드라인이나 사소한 뉴스를 제공하는 일부 사무실이나 공공 건물의 정면 주변에 보이는 길고 얇은 점수판 스타일 디스플레이로 사용된다. 1960년대 기술이 발전하기 전 증권거래소에서 주로 사용되던 인쇄전신에서 주식시세를 연속적으로 종이로 인쇄하는 티커테이프의 진화형이다.
뉴스 티커는 영국, 독일, 아일랜드 등 유럽 국가에서 몇 년 동안 사용되었다. 여러 아시아 국가와 호주에서도 사용된다. 미국에서는 기상 경고, 학교 휴교, 선거 결과를 알리기 위해 TV 방송 방송국에서 특별 이벤트 기반으로 오랫동안 티커를 사용했다. 스포츠 방송에서는 케이블 뉴스 네트워크와 뉴스 콘텐츠용 인터넷이 확장되기 전에 진행 중인 다른 콘테스트를 업데이트하기 위해 때때로 티커를 사용했다. 또한 일부 종목 표시는 주요 증권 거래소의 거래 시간 동안 지속적인 주식 시세(보통 최대 15분 지연)를 전달하는 데 사용된다.
대부분의 티커는 전통적으로 화면이나 건물 디스플레이를 가로질러 오른쪽에서 왼쪽으로(또는 아랍어 스크립트와 히브리어와 같은 오른쪽에서 왼쪽 쓰기 시스템의 경우 반대 방향으로) 텍스트를 스크롤하는 형태로 표시되어 다양한 수준의 헤드라인을 허용한다. 그러나 TV 방송사에서 사용하는 일부는 정적인 방식으로 스토리를 표시하거나(개별적으로 프로그래밍된 각 스토리를 원활하게 전환할 수 있음) "플립핑" 효과(각 개별 헤드라인이 전환되기 전에 몇 초 동안 표시됨)를 활용한다. 다음 화면을 스크롤하는 대신 일반적으로 티커에 프로그래밍된 모든 정보를 상대적으로 더 빠르게 실행한다. 월드 와이드 웹의 사용이 증가한 이후 일부 뉴스 티커는 주로 방송사 웹사이트나 기타 독립 통신사에 의해 게시된 뉴스 기사를 신디케이트했다.

## 같이 보기
- 문자 발생기